# The Fairy-Queen
The Fairy-Queen (en anglès, La reina de les fades, número Z.629 del catàleg de Purcell) és una semiòpera barroca, en cinc actes, composta el 1692 pel músic anglès Henry Purcell. La primera audició va tenir lloc el 2 de maig de 1692 al Queen's Theatre, Dorset Garden, a Londres.
Respira la frescor, la fantasia i la ironia del Somni d'una nit d'estiu, la peça teatral de Shakespeare en què es basava l'obra originalment. Es creu que el possible autor del llibret va ser Thomas Betterton. Purcell no va adaptar el text de Shakespeare a la música, sinó que va crear petites mascarades entre actes, a la manera d'un intermezzo italià. Alguns dels texts van ser modernitzats per aclarir el seu significat a l'audiència del segle xvii.
La reina de les fades pertany al gènere de la semiòpera, que alterna teatre de text, música instrumental i parts cantades. És una successió de mascarades, la rèplica anglesa a l'òpera italiana i francesa a finals del segle xvii. Un gènere sortit de la cort que ben aviat va omplir els teatres londinencs amb un públic que volia un espectacle brillant i gaudia amb històries divertides.